# Birgit Nilsson
Birgit Nilsson; født 17. maj 1918 i Västra Karup, Båstad i Skåne, død 25. december 2005 i Bjärlöv, nordväst Kristianstad i Skåne, var en svensk sopran. Hun var en af sin tids betydeligste wagnersangerinder og var en af sin generations berømteste sopraner med engagementer i verdens førende operahuse og mange hovedroller i pladeindspilninger.
I en række år forsømte hun aldrig at gæste Tivolis koncertsal i København om sommeren, hvor hun havde et trofast og begejstret publikum. Birgit Nilsson modtog Léonie Sonnings Musikpris i 1966.
Hendes karriere strakte sig fra 1946 til 1982. Hun fortæller om den – og meget andet – i sine interessante og morsomme erindringer "la Nilsson".
Gitta-Maria Sjöberg blev i 2013 formand for Vänföreningen Birgit Nilsson Sällskapet.